# Deborah Rosan
Pour les articles homonymes, voir Rosan.
Deborah Rosan est une actrice française née aux Abymes en Guadeloupe.

## Filmographie

### Cinéma
- 2012 : StreetDance 2 : la gardienne de sécurité
- 2012 : Un mariage inoubliable : une invitée
- 2012 : St George's Day : membre de la famille de Lol
- 2013 : Fast and Furious 6 : un mannequin
- 2013 : Il était temps : membre de la famille caribéenne
- 2013 : Closed Circuit : la femme qui pleure
- 2013 : Dom Hemingway : une actrice
- 2014 : The Ryan Initiative : un client
- 2014 : Salsa Fury : une invitée
- 2014 : Opération Muppets : le chef
- 2014 : The Hatching : Cheryl Coal
- 2014 : Les Gardiens de la Galaxie : une alien
- 2014 : The Riot Club : une scientifique
- 2015 : Ex machina : le chef d'équipe
- 2015 : Gunman : une femme qui lit le journal
- 2015 : Pan : une chasseuse Kathakali
- 2016 : Identify (Kill command) de Steven Gomez : une technicienne de laboratoire
- 2017 : War Machine : Mme Deborah Gireau

### Télévision
- 2011 : Silent Witness : la réceptionniste
- 2013 : Vicious : une danseuse (1 épisode)
- 2013 : Lawless : une officier de police
- 2013 : Crackanory : une hôtesse de l'air (1 épisode)
- 2014 : Babylon : une journaliste
- 2014 : New Tricks : une infirmière (1 épisode)
- 2014 : Chasing Shadows : une actrice
- 2015 : Catastrophe : Katia (1 épisode)
- 2015 : Jekyll and Hyde : la fille de Bella (4 épisodes)